# O Conto dos Dois Mundos (Hipocrisia)
"O Conto dos Dois Mundos (Hipocrisia)" (estilizado em letras minúsculas) é uma canção da cantora brasileira Luísa Sonza, incluída em seu segundo álbum de estúdio, Doce 22 (2021). Escrita por ela, Vitão, André Jordão e Douglas Moda e produzida pelo último mencionado e We4 Music, a faixa faz parte do Lado B do disco, lançado em 18 de julho.

## Desenvolvimento e composição
A produção do álbum Doce 22 durou dois anos, até o momento que foi lançado. No canal do YouTube do canal de televisão Multishow, a cantora fala sobre cada faixa de seu álbum. Foi revelado que o processo criativo de "O Conto dos Dois Mundos (Hipocrisia)" foi bem tenso e que chorou bastante no desenvolvimento. A canção é como se fosse uma ligação para o seu pai, na qual ela faz um desabafo sobre um momento que não se sentia se "encaixar em nenhum lugar", porque onda estava sempre se sentia muito julgada injustamente, sem as pessoas saberem da verdade. Na época, ela sofreu muitos ataques, por conta de boatos relacionados à sua vida pessoal, e foi muito difícil para ela lidar com tudo isso estando quieta. O motivo pelo qual ligou para seu pai, é porque parecia que só seu pai a entendia. "'O Conto dos Dois Mundos' é sobre hipocrisia dos outros", comentou.
O título da canção faz referência à Anita Garibaldi, conhecida como a "heroína dos dois mundos". O título também deu origem ao nome da turnê de Sonza.

## Lançamento, recepção e videoclipe
Lançado junta ao álbum Doce 22 em 18 de julho de 2021, a canção "O Conto dos Mundos (Hipocrisia)" teve uma boa recepção. Ganhou certificado de disco de ouro pelo Pro-Música Brasil.
Dirigido por Felipe Gomes e co-dirigido por Sonza, o videoclipe foi lançado em 23 de novembro. A gravação aconteceu em Tuparendi, cidade natal da artista, no interior do Rio Grande do Sul. Possui participação de seu pai, César Sonza, e sua irmã mais nova, Sofia.

## Certificações
| Região                                                        | Certificação | Vendas      |
| ------------------------------------------------------------- | ------------ | ----------- |
| Brasil (Pro-Música Brasil)                                    | Ouro         | 20.000.000‡ |
| ‡vendas+valores de streaming baseados somente na certificação |              |             |